# Teppei Nishiyama
Teppei Nishiyama (jap. 西山 哲平 Nishiyama Teppei; ur. 22 lutego 1975) – japoński piłkarz występujący na pozycji pomocnika.

## Kariera klubowa
Od 1993 do 2009 roku występował w klubach Bellmare Hiratsuka, Montedio Yamagata i Oita Trinita.